# Saint-Éman
Saint-Éman é uma comuna francesa na região administrativa do Centro, no departamento Eure-et-Loir. Estende-se por uma área de 4,67 km². Em 2010 a comuna tinha 109 habitantes (densidade: 23,3 hab./km²).